# (145562) Zurbriggen
(145562) Zurbriggen est un astéroïde de la ceinture principale.

## Description
(145562) Zurbriggen est un astéroïde de la ceinture principale. Il fut découvert le 24 juillet 2006 par Peter Kocher à l'Observatoire d'Épendes (proche de Marly, lieu recensé officiellement), situé en Suisse, dans le canton de Fribourg. Il présente une orbite caractérisée par un demi-grand axe de 2,70 UA, une excentricité de 0,16 et une inclinaison de 4,3° par rapport à l'écliptique.

## Compléments